# サウンドピクチャーボックス ミュウツーの誕生
『サウンドピクチャーボックス ミュウツーの誕生』（サウンドピクチャーボックス ミュウツーのたんじょう）は、CD2枚組のサウンドトラック。1999年2月12日発売。

## 概要
ラジオ番組「犬山犬子のポケモンアワー」で放送された5話構成のラジオドラマで、『劇場版ポケットモンスター ミュウツーの逆襲』の前日談（いわばプロローグ）に当たる『ミュウツーの誕生』全話を収録したDisk-1と、『ミュウツーの逆襲』の音楽・主題歌を収録したDisk-2という2枚組で構成されている。『白い明日だ!ロケット団』と同じく、ドラマCDの内容を絵本にした物が付いている。
『ミュウツーの誕生』は1時間以上ある長編である。冒頭では、時代と共に新種のポケモンが次々と発見されていった過去の歴史なども語られ、アニメ版『ポケットモンスター』の世界観を窺い知ることが出来る。また、テレビアニメを小説化した『ポケットモンスター The Animation』同様に現実の地名も登場し、世界観にリアリティーを持たせている。
脚本は『ミュウツーの逆襲』と同じく首藤剛志によるもので、2009年4月30日にWEBアニメスタイルで連載されている彼のコラム、「シナリオえーだば創作術」にてプロットが、コラムの付録として全5話分の脚本も掲載された。

## あらすじ
第1話 幻の「ミュウ」
遙か遠い大昔、地球は誕生した。そして今、この星には人間と不思議な生き物・ポケットモンスター、縮めてポケモンと呼ばれる生物が暮らしている。ポケモンは時代と共に次々と新種が発見されていき、その数は100種以上にものぼった。ポケモンを取り扱う悪の組織・ロケット団のボスであるサカキは、幻のポケモン・ミュウの鳴き声を記録した録音テープから始まった物語を語り始める。
第2話 ミュウツーの誕生
女ロケット団員ミヤモト率いるミュウ調査隊が消息を絶ってから18年後、とある発掘現場からミュウのまつ毛の化石が見つかった。サカキはこの化石を、ポケモンの遺伝子を研究している科学者フジ博士のいるニューアイランドの研究所に持ち込み、ミュウのコピーを作らせようと持ちかける。博士は、サカキにそれが人間のコピーと同じように実験が成功するかどうかというが、それをあざ笑うサカキ。実は博士は、事故死した娘アイのコピー、アイツーを作り、彼女とともに暮らすために遺伝子の研究をしているのだった。
第3話 ミュウツーとアイ
ミュウの遺伝子から作られたミュウツーは、アイツーとコミュニケーションをとる。彼女と仲良くなり、色々なことを教わるミュウツーだったが、4年しか生きられない人間のコピーであるアイツーと悲しい別れをする。
第4話 世界最強のポケモン
アイとの悲しい別れにより、激しく動揺するミュウツー。科学者は、彼に安定剤を注入し、眠らせる。それからしばらくし、アイとの別れをトラウマのように自分の脳裏に焼き付けてしまい、「自分は誰なのか」と悩みながら彼は急成長してしまう。人間に作られたという事実を知り、強力な超能力で研究所を破壊するミュウツー。それを見ていたサカキは、彼をそそのかし、ポケモンをゲットするためのロケット団の道具として使うことを企む。
第5話 ミュウツーの逆襲
ミュウツーは、サカキの命令で超能力で野生・トレーナーの手持ちポケモンと戦い、ゲットする日々を送っていた。ある日、そんなことに疑問を持ち始めた彼だが、「自分はそのために作られ、生まれてきた」とサカキに言われる。その発言に激怒したミュウツーは、ロケット団のアジトを破壊・脱走し、自分を作った人間に対する「逆襲」を開始することを決意する。

## 収録内容

### Disk-1
1. 第1話 幻の「ミュウ」
2. 第2話 ミュウツーの誕生
3. 第3話 ミュウツーとアイ
4. 第4話 世界最強のポケモン
5. 第5話 ミュウツーの逆襲

### Disk-2
1. 幻の「ミュウ」
2. ミュウツーの目覚め
3. 強者ミュウツー
4. 逆襲のはじまり（オープニングタイトル）
5. 『めざせポケモンマスター'98』（オープニング主題歌）
  - 作詞：戸田昭吾 / 作曲：たなかひろかず / 編曲：渡部チェル / 歌：松本梨香
6. ピカチュウあきらめないニャ
7. FLYINGカイリュー
8. メッセンジャー
9. 嵐の予兆
10. ポケモン城へ出発!
11. 嵐の海を
12. ポケモン城
13. ロケット団につきまとう影
14. ミュウツー登場
15. コピーポケモン目覚める!
16. 対決!本物対コピーポケモン
17. 乱れ飛ぶモンスターボール
18. 危うし!ピカチュウ!
19. サトシ戦いの決意
20. 本物とコピー!強いのはどっちだ!
21. 命あるもの
22. 奇跡の涙
23. 希望の空へ
24. 晴れゆく嵐
25. 『風といっしょに』（エンディング主題歌）
  - 作詞：戸田昭吾 / 作編曲：たなかひろかず / 編曲：沢田完 / 歌：小林幸子

## 登場人物・キャスト

### 他作品にも登場するキャラクター
下記の人物の詳細は劇場版ポケットモンスター ミュウツーの逆襲やアニメ版ポケットモンスターの登場人物を参照。
ミュウツー
声 - 市村正親、瀧本富士子（幼いころ）
ミュウの（まつ毛の細胞の）遺伝子を使い造られたコピー。本作ではその悲しい過去や、自分の存在意義に苦しんで自問自答の繰り返しの果てに暴走し、人間達への逆襲に走るようになるまでの心境が細かく描かれる。
ミュウ
声 - 山寺宏一
幻のポケモン。
フジ博士（ドクトル・フジ）
声 - 秋元羊介
死んだ愛娘に戻ってきて欲しい一心でクローンの研究を続けている科学者。娘の細胞があればいくらでもコピーが作れると考えている悲しき父親。妻にはすでに逃げられたらしい。
アイツー
声 - 氷上恭子
事故死したフジ博士の愛娘･アイのコピーおよびクローン。人間の細胞はポケモンよりもクローンに弱いため、培養管の中から出られずに4年しか生きられなかった。幼少時のミュウツーとコンタクトをとる。少々達観したような性格。
ちなみにアイの名前の由来は、英語で言う自分を指す「I」という単語から来ている。
サカキ
声 - 鈴置洋孝
本作のナレーターも兼ねる。TVシリーズや映画では見られないお茶目な部分を時々見せる。

### 本作にのみ登場するキャラクター
ミヤモト
声 - 冬馬由美
女性ロケット団員。自分のことを「ミヤモトちゃん」と呼ぶ。20年前にミュウの声を録音したテープを提出し、その後当時のボスの命令でミュウの捜査隊リーダーとして南米へ出発。捜査先のアンデス山脈においてミュウの探索を行うが、仲間の捜査隊員2名とはぐれ、そのまま消息を絶つ。ミュウに遭遇した際に「ムサシという娘がいる」と語っている。
ロケット団女ボス
声 - 鶴ひろみ
現ボスであるサカキの母親で、先代ロケット団ボス。名前は不明。劇中、サカキはとても美しい女性だったと語っている。ノリがよく、ミヤモトと漫才のような掛け合いもする。
アナウンサー・トレーナー
声 - 東さおり
調査員A
声 - 辻親八
研究員A
声 - 小西克幸
研究員B
声 - 鈴木琢磨

## 登場する地名
ふたご島
カントー地方に属する二つの島。この島の沖200海里で、当時はまだ伝説上のポケモンだったハクリューが発見された。
アキバ（秋葉原）
ミヤモトがミュウの声を録音する為に、高感度マイク（五割引）を購入した場所。
南米
アンデス山脈